# 克鲁门迪克
克鲁门迪克是德国石勒苏益格－荷尔斯泰因州的一个市镇。总面积1.78平方公里，总人口79人，其中男性43人，女性36人（2011年12月31日），人口密度44人/平方公里。